# Maria Rosa Bueno Castellano
Maria Rosa Bueno Castellano (Villapalacios, Província d'Albacete, 1945 - Palma, 21 de desembre de 2009) fou una dirigent veïnal mallorquina. De petita primer va viure a Barcelona, després a Ciutadella i finalment a Felanitx.
Treballà a les associacions veïnals de Palma des de 1976 i fou fundadora i presidenta de la Coordinadora d'Entitats Veïnals, més tard esdevinguda Federació d'Associacions de Veïns de Palma, de la qual fou presidenta. El 2004 participà en la X Diada per la Llengua i l'Autogovern convocada per l'Obra Cultural Balear.
El 2007 va rebre el premi Jaume II del Consell de Mallorca i el 2008 el Premi Ramon Llull del Govern de les Illes Balears.
Morí el 21 de desembre de 2009 després d'una llarga malaltia.